# Fyrendal Sogn
Fyrendal Sogn 

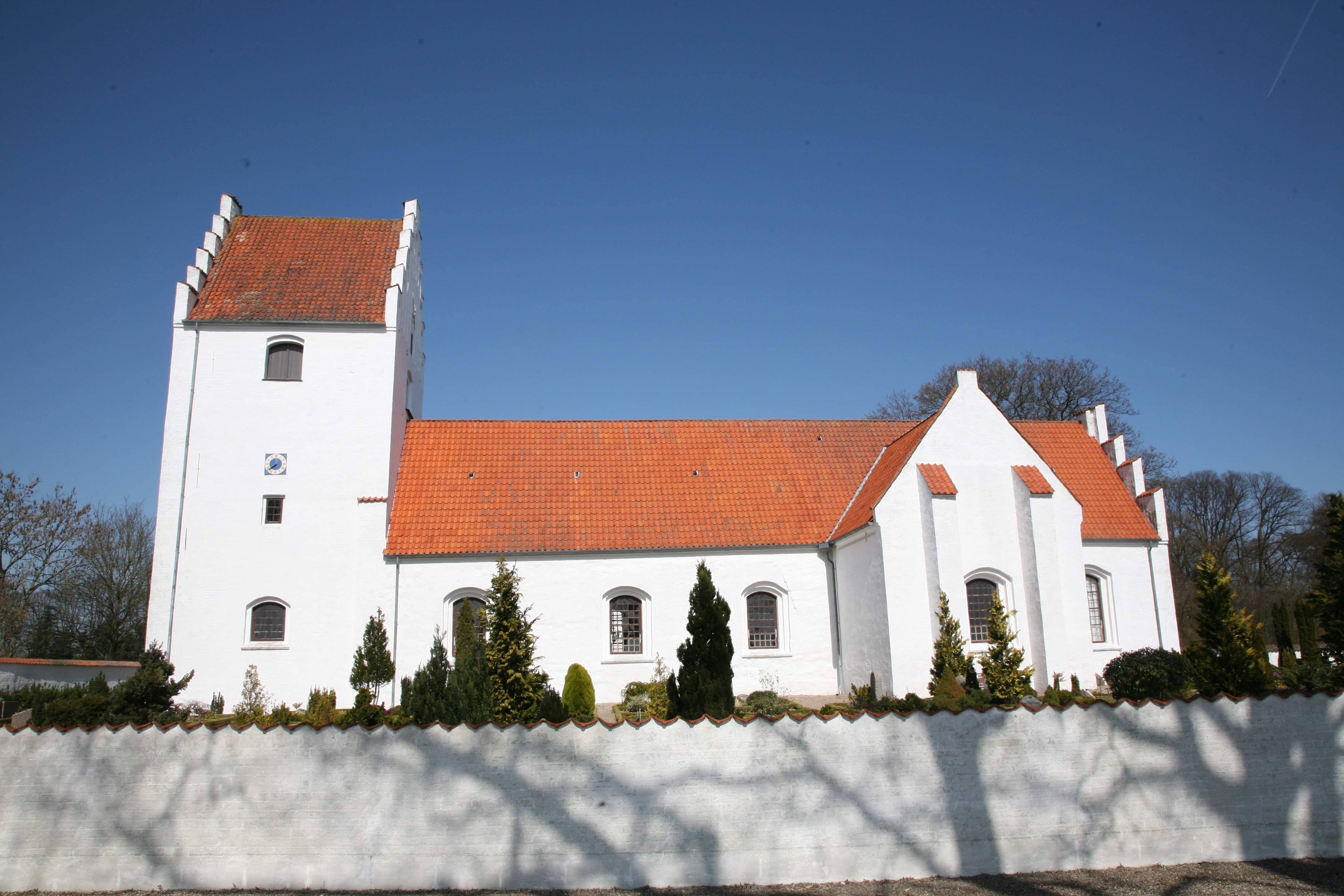
Fyrendal Kirke

ist eine Kirchspielsgemeinde (dän.: Sogn)
auf der Insel Sjælland im südlichen Dänemark.
Bis 1970 gehörte sie zur Harde Øster Flakkebjerg Herred im damaligen Sorø Amt, danach zur Fuglebjerg Kommune im Vestsjællands Amt, die im Zuge der  Kommunalreform zum 1. Januar 2007 in der Næstved Kommune in der Region Sjælland aufgegangen ist.
Im Kirchspiel leben 744 Einwohner (Stand: 1. Januar 2023).
Im Kirchspiel liegt die Kirche „Fyrendal Kirke“.
Nachbargemeinden sind im Norden Hårslev Sogn, im Nordosten Kvislemark Sogn, im Osten Marvede Sogn und im Südosten Karrebæk Sogn, ferner in der westlich benachbarten Slagelse Kommune Holsteinborg Sogn und Venslev Sogn.